# San Felipe (Teksas)
San Felipe – miasto w Stanach Zjednoczonych, w stanie Teksas, w hrabstwie Austin.